# Latiaxis babelis
Latiaxis babelis é uma espécie de gastrópode  da família Muricidae.
É endémica de Malta.